# 1039 (szám)
Az 1039 (római számmal: MXXXIX) az 1038 és 1040 között található természetes szám.

## A szám a matematikában
A tízes számrendszerbeli 1039-es a kettes számrendszerben 10000001111, a nyolcas számrendszerben 2017, a tizenhatos számrendszerben 40F alakban írható fel.
Az 1039 páratlan szám, prímszám. Kanonikus alakja 10391, normálalakban az 1,039 · 103 szorzattal írható fel. Két osztója van a természetes számok halmazán, ezek növekvő sorrendben: 1 és 1039.
Az 1039 negyvenegy szám valódiosztó-összegeként áll elő, ezek közül legkisebb az 5165.

## Csillagászat
- 1039 Sonneberga kisbolygó